# Gussle's Backward Way
Gussle's Backward Way è un cortometraggio del 1915 diretto da Charles Avery e da Sydney Chaplin.

## Trama
Gussle cavalca un mulo quando viene aggredito da alcuni ladri ma riesce a fuggire. Arriva a una locanda e qui racconta la tragica esperienza agli altri avventori.